# Thomas Green (generaal)
Thomas (Tom) Green (8 juni 1814 – 12 april 1864) was een Amerikaanse advocaat en militair. Hij nam deel aan de Texaanse Onafhankelijkheidsoorlog en diende onder Sam Houston die hem als dank een stuk grond schonk. Hij werkte als ambtenaar voor het hooggerechtshof van Texas tot de Amerikaanse Burgeroorlog uitbrak. Hij nam dienst in het Confederate States Army en kreeg de leiding over een cavalerieregiment. Hij werd bevorderd tot brigadegeneraal en kreeg een cavaleriedivisie onder zijn hoede in het Trans-Mississippi Department. Tijdens de  Red Riverveldtocht raakte hij dodelijk gewond toen zijn eenheid vastgelopen Noordelijke kanonneerboten aanviel.

## Vroege jaren
Green werd geboren op 8 juni 1814 in Buckingham County, Virginia. Zijn ouders waren Nathan en Mary (Field) Green. Ze verhuisden in 1817 naar Tennessee. Green liep school aan Jackson College en Cumberland College. Daarna zette hij zijn studies verder aan de University of Tennessee in Knoxville waar hij in 1834 afstudeerde. Hij studeerde nog rechten bij zijn vader die rechter was bij het hooggerechtshof van Tennessee.

## Texas
Bij het begin van de Texaanse Onafhankelijkheidsoorlog vertrok Green uit Tennessee om zich als vrijwilliger aan te sluiten bij de rebellen. In december 1835 kwam hij aan in Nacogdoches, Texas. Op 14 januari 1836 nam hij dienst in de eenheid van Isaac N. Moreland. Hij vocht mee tijdens de Slag bij San Jacinto waar hij hielp met het bedienen van de "Twin Sisters", de enige kanonnen in Sam Houstons leger. Enkele dagen na deze overwinning werd Green benoemd tot luitenant en in mei werd hij bevorderd tot majoor. Hij werd de aide-de-camp van generaal Thomas J. Rusk. Toen de opstand geslaagd was en de oorlog voorbij was, keerde Green terug naar Tennessee om zijn rechtenstudies verder te zetten.
In 1837 kende de regering van de Republiek Texas grote stukken grond toe aan de veteranen van de revolutie, waaronder ook Green. Hij vestigde zich in Fayette County en werd landmeter in La Grange. In hetzelfde jaar nomineerde William W. Gant, eveneens een veteraan van de oorlog, Green als kandidaat voor het parlement van Texas. Hij werd verkozen en oefende deze functie uit tot in 1839. Hij verkoos om zich niet opnieuw kandidaat te stellen en keerde terug naar zijn vorig beroep. Tussen 1841 en 1861 was hij werkzaam als ambtenaar voor het hooggerechtshof van Texas in zowel de Republiek als in de latere staat van de Verenigde Staten van Amerika.
Tijdens zijn loopbaan bleef Green zich ook inzetten voor het leger van Texas. Hij nam deel aan de aanval van John Henry Moore op de Comanche in 1840. Toen de Mexicaanse generaal Ráfael Vásquez gedurende korte tijd in maart 1842 San Antionio bezette, rekruteerde Green de Travis County Volunteers. Hij werd verkozen tot kapitein maar deze eenheid zou geen actie zien. Na nog twee Mexicaanse aanvallen besloot de Texaanse regering om een strafexpeditie te sturen, waarbij Green optrad als inspecteur-generaal. Green nam ook deel aan de Mexicaans-Amerikaanse Oorlog. Hij rekruteerde een compagnie Texas Rangers uit LaGrange en diende als hun kapitein tijdens de Slag om Monterrey.
Green trad in het huwelijk met Mary Wallace Chalmers in 1847. Ze was een dochter van John Gordon Chalmers, een politicus en redacteur. . Het echtpaar kreeg zes kinderen.

## Amerikaanse Burgeroorlog
Toen Texas uit de unie trad in 1861 nam Green dienst in het Confederate States Army. Hij werd verkozen tot kolonel van het 5th Texas Cavalry Regiment die deel uitmaakte van de cavaleriebrigade van brigadegeneraal Henry H. Sibley. Hij nam deel aan de Veldtocht in New Mexico en speelde een belangrijke rol in de Zuidelijke overwinning bij Valverde. Na de mislukking van deze veldtocht werden Green en zijn manschappen ingezet om Galveston, Texas te heroveren op de Noordelijken op 1 januari 1863. Diezelfde dag veroverden Green en zijn soldaten het stoomschip de Harriet Lane.

### Bayou Teche veldtocht
In de lente van 1863 was Green bevelhebber van de First Cavalry Brigade in Richard Taylor's divisie tijdens de gevechten rond Bayou Teche in Louisiana. Voor zijn inzet werd hij op 20 mei 1863 bevorderd tot brigadegeneraal. In juni nam hij het Noordelijke garnizoen in Brashear City gevangen, maar slaagde er niet in om Fort Butler in te nemen, een Noordelijke fort langs de Mississippi. Greens cavalerie slaagde op 13 juli erin om Noordelijke eenheden onder leiding van Godfrey Weitzel en Cuvier Grover te verslaan bij Kock’s Plantation en in september versloeg hij een Noordelijk detachement bij Stirling’s Plantation. In november boekte hij een nieuwe overwinning bij Bayou Bourbeux. In de verschillende veldslagen en schermutselingen slaagden Greens cavaleristen erin om 3.000 slachtoffers te maken waarbij ze zelf 600 manschappen verloren. Green kreeg het bevel over een cavaleriedivisie in het Trans-Mississippi Department.

### Red Riverveldtocht
Tijdens de Red Riverveldtocht voerde Green een cavaleriedivisie aan. Hij vertrok vanuit Texas om Taylor te versterken in Louisiana die het moest opnemen tegen de Noordelijke generaal-majoor Nathaniel P. Banks die Shreveport bedreigde. Green nam deel aan de Slag bij Mansfield en de Slag bij Pleasant Hill. Enkele dagen later, op 12 april 1864, werd Green geraakt door een granaat bij Blair’s Landing terwijl ze een kanonneerboot aanvielen. Hij overleed kort daarop.
Hij werd begraven  in Oakwood Cemetery, Austin, Texas.